# 流蘇
流蘇（りゅうそ）とは中国の装身具の一種。清代満州族の女性が大拉翅の上にこれをぶら下げた。

## 概要
流蘇は色とりどりの羽毛、または絹糸を束ねて作られた房の飾りである(房のことを中国では穂子 スイズという)。よく中国の舞台衣装に使われるスカートの下についている。
流蘇のデザインは流蘇樹の花の形から発想を得たとされる。流蘇樹とはモクセイ科に属するヒトツバタゴ (Chionanthus retusus)のことである。中国では他に流疏樹、茶葉樹、六月雪の別名を持つ。中国のほか日本、韓国にも分布し、細い花びらの白い花を咲かせる。